# Иван Витали
Иван Петрович Витали, роден като Джовани Витали, е руски скулптор от италиански произход, монументалист, портретист и педагог, представител на Класицизма.

## Биография
Джовани Витали е роден през 1794 година в Санкт Петербург в семейството на италианския скулптор Пиетро Витали. Първоначално учи изобразително изкуство при баща си и в ателието на Пиетро Трискорни, а по други данни – при брат му Агостино Трискорни. От 1806 година постъпва в Петербургската художествена академия като слушател.
Завършва през 1818 година и заминава за Москва, където продължава художественото си образование под ръководството на Тимофеев. Бързо успява да създаде в града собствено скулпурно ателие. През 1836 година получава звание „неклассний художник“, през 1840 – званието академик.
Завръща се в Петербург чак през 1841 година и от следващата година е назначен за професор в Петербургската художествена академия. Работи по скултурното оформление на Исакиевския събор. Заедно с учениците и сътрудниците в ателието си изработва над 300 статуи и релефи. Цикълът е изпълнен с размах и ясно видима органична връзка с архитектурата.
В портретните бюстове Витали се стреми към изобразяване максимално точно на образа. Много добър пример за това са бюстовете на Карл Брюлов и Пушкин. През 1840-те години достига още по-пълна характеристика на облика на модела, а в работите му се забелязва влиянието на Романтизма.
Едни от най-забележителните творби на Витали са скулптурните украшения на Тверската триумфална арка в Москва, барелефите „Кръщението на свети Владимир“, „Поклонението на влъхвите“ и „Исакий Далматски“ за фронтоните на Исакиевския събор, бронзовата статуя на Павел I, бюстът на Карл Брюлов, статуята на Венера в Ермитажа, „Херкулес, поразяващ хидра“, статуите на императрица Мария Фьодоровна и на великата княгиня Александра Николаевна, скулптурна група на деца на Театралния и Лубянския площади в Москва. Повечето негови произведения се намират в музея на Художествената академия и в музея на Александър III.
Умира на 5 (17) юли 1855 година в Петербург. Погребан е в Некропола на майсторите на изкуството в Тихвинското гробище, Александро-Невската лавра в Санкт Петербург.

## Произведения
- Колесница на славата и релеф „Освобождението на Москва“ за Триумфалната арка в Москва (чугун, 1829 – 1834)[1][2]
- Фонтан на Театралния площад в Москва, сега площад „Свредлов“ (бронза, 1835)[1][2]
- Релефи „Поклонението на влъхвите“ и „Св. Исакий Далматски“ на южния и западния фронтон на Исакиевския събора в Санкт Петербург (1841 – 1843)[1]
- Фонтан на Лубянския площад в Москва. Сега се намира пред сградата на Академията на науките[2]
- Декоративна скулптура за Георгиевската зала на Кремълския дворец в Москва (цинк, 1848 – 1849)[2]
- Бронзова статуя на Павел I (оригиналът е в Гатчина, а едно копие – в Павловск)[1]
- Бюст на Карл Брюлов (гипс, 1836 – Ермитажа)[1][2]
- Бюст на Пушкин (мрамор, 1837)[2]
- Статуя на Венера (Ермитажа)[1]
- Херкулес, поразяващ хидрата[1]

- Аделаида Витали, съпруга на Джовани
- Венера (1852)
- Портрет на скулптора от Карл Брюлов
- Надгробният паметник на Витали в Тихвинското гробище

- Фрагмент от релефа „Среща на Исакий Далматски с император Теодосий“ на Исакиевския събор
- Най-старият московски фонтан, срещу Болшой театър
- Триумфалната арка в Москва
- Необичайна пейка-паметник. Бюстът е на Александра Фьодоровна